# Patrick Lussier
Patrick Lussier (* 1964) ist ein kanadisch-amerikanischer Filmeditor, Drehbuchautor und Filmregisseur. Sein Schwerpunkt liegt auf Horrorfilmen. Er arbeitete häufig mit Wes Craven zusammen.

## Leben
Seit Anfang der 1990er Jahre ist Lussier als Editor aktiv, zu Beginn vor allem für das Fernsehen. Eine Folge der Serie Nightmare Cafe aus dem Jahr 1992 bedeutete die erste Zusammenarbeit mit Wes Craven. Freddy’s New Nightmare aus dem Jahr 1994 war ihr erster gemeinsamer Spielfilm. Sein Debüt als Regisseur gab Lussier im Jahr 2000 mit dem Horrorfilm God’s Army III – Die Entscheidung. Der Film Wes Craven präsentiert Dracula, den er inszenierte, war zugleich seine erste Arbeit als Drehbuchautor. 2015 war er als solcher auch an Terminator: Genisys beteiligt. 
1994 und 1995 war Lussiere jeweils für einen Gemini Award nominiert. Auf dem Palm Springs International Film Festival wurde er 2011 in der Kategorie Directors to Watch ausgezeichnet.
Patrick Lussier ist verheiratet und hat einen Sohn, der auch im Filmgeschäft tätig ist.

## Filmografie (Auswahl)

### Als Editor
- 1989–1991: MacGyver (Fernsehserie, 16 Folgen)
- 1992: Nightmare Cafe (Fernsehserie, vier Folgen)
- 1993: Mein täglicher Mord (Heads, Fernsehfilm)
- 1994: Freddy’s New Nightmare
- 1995: Terminal Force
- 1995: Vampire in Brooklyn (Wes Craven’s Vampire In Brooklyn)
- 1996: Scream – Schrei! (Scream)
- 1996: Doctor Who – Der Film (Doctor Who – The Movie)
- 1997: Mimic – Angriff der Killerinsekten (Mimic)
- 1997: Scream 2
- 1998: Halloween H20 (Halloween H20: Twenty Years Later)
- 1999: Music of the Heart
- 2000: Scream 3
- 2003: Partyalarm – Finger weg von meiner Tochter (My Boss’s Daughter)
- 2005: Verflucht (Cursed)
- 2005: Red Eye
- 2008: The Eye
- 2011: Apollo 18

### Als Regisseur
- 2000: God’s Army III – Die Entscheidung (The Prophecy 3: The Ascent)
- 2000: Wes Craven präsentiert Dracula (Wes Craven Presents Dracula 2000)
- 2003: Wes Craven präsentiert Dracula II – The Ascension ((Wes Craven presents) Dracula II: Ascension)
- 2005: Wes Craven präsentiert Dracula III – Legacy ((Wes Craven presents) Dracula III: Legacy)
- 2007: White Noise: Fürchte das Licht (White Noise 2: The Light)
- 2009: My Bloody Valentine 3D
- 2011: Drive Angry
- 2016: Scream (Fernsehserie, 1 Folge)
- 2018: Into the Dark (Fernsehserie, 1 Folge)
- 2018: The Purge – Die Säuberung (Fernsehserie, 1 Folge)